# Сысоев, Павел Васильевич
Па́вел Васи́льевич Сысо́ев (1901 — 1981) — советский военачальник, генерал-майор (1940), участник гражданской и Великой Отечественной войн.

## Биография
Родился 29 июля 1901 года в посёлке Реутово Московской губернии в семье рабочего ткацкой фабрики, русский. После окончания начальной школы работал чернорабочим на московском заводе Гужона.
В ноябре 1917 года вступил в красногвардейский отряд, сформированный на Саввинской фабрике, был бойцом-пулемётчиком отряда. В феврале 1918 года при создании Красной Армии отряд влился в состав 103-го Калачевского полка. Весной того же года сражался с войсками генералов Корнилова и Краснова на Дону, затем участвовал в подавлении восстания левых эсеров в Москве. В апреле 1919 года заболел тифом, эвакуирован в госпиталь, после чего уволен из РККА «как несовершеннолетний» и вернулся на родину. С ноября 1919 года работал начальником и комиссаром продотряда в Казанской губернии. В январе - марте 1921 года участвовал в подавлении кулацких восстаний в Ядринском, Цивильском и Чебоксарском уездах Чувашии. В том же году назначен ядринским районным продкомиссаром, затем переведен уездным продкомиссаром в г. Конотоп Черниговской губернии. В конце 1921 года призван в РККА по партийной мобилизации и направлен политбойцом в отдельную Заволжскую Красногусарскую бригаду, а в феврале 1922 года переведен на ту же должность в 394-й стрелковый полк 132-й бригады 44-й стрелковой дивизии УВО. С декабря 1922 по январь 1929 года проходил службу в 132-м Донецком полку, сформированном на базе этой бригады, где исполнял должности командира отделения, помощника политрука и политрука роты, врид военкома и помощника военкома полка, секретаря партийной организации, комиссара полка.
В 1929 году окончил высшие командные курсы «Выстрел» и в августе того же года назначен командиром батальона 9-го стрелкового полка 9-й Крымской стрелковой дивизии. С марта 1931 года – командир 89-го стрелкового полка 30-й стрелковой дивизии, с марта 1934 года — командир 95-й Молдавской стрелковой дивизии. В 1935 году окончил Военную академию имени Фрунзе. 26 ноября 1935 года ему было присвоено звание комбрига. В августе 1936 года за успехи дивизии в боевой и политической подготовке был награждён орденом Красной Звезды.
В середине августа 1937 года снят с должности «за связь с врагами народа и вредительскую линию в боевой подготовке частей дивизии». В марте 1938 реабилитирован, восстановлен в РККА.
4 июня 1940 года ему было присвоено звание генерал-майора.
До 1941 года работал старшим преподавателем на кафедре тактики Военной академии имени Фрунзе.
В марте 1941 года был назначен командиром 36-го стрелкового корпуса в Киевском особом военном округе.
В начале Великой Отечественной войны 36-й корпус под его командованием принимал участие в приграничных боях Юго-Западного фронта. В июле 1941 года корпус попал в окружение и понёс большие потери в боях под Шепетовкой.
11 июля 1941 года при попытке прорыва из окружения под Житомиром был контужен близким разрывом миномётной мины, временно потерял зрение и попал в плен, выдал себя за рядового красноармейца («Петр Павлович Скирда, колхозник, образование низшее»).
Вскоре ему удалось бежать из плена и достать документы рядового. Через некоторое время он был пойман и помещён в лагерь для военнопленных в Житомире, затем под этим именем прошёл через лагеря в Ровно, Дрогобыче, Львове.
В августе 1943 года из лагеря в Грубешове (Польша) вновь сумел бежать с группой из четырёх пленных, взорвав при этом лагерный склад с оружием.
Через Польшу они дошли до Белоруссии и сумели переправиться через реку Буг, но были задержаны и мобилизованы отрядом УПА.
В октябре 1943 года убедил 25 мобилизованных в УПА бывших военнопленных перейти вместе с ним к советским партизанам, после чего они сдались с оружием разведгруппе Черниговско-Волынского партизанского соединения генерал-майора А. Ф. Фёдорова.
Стал третьим помощником начальника штаба партизанского соединения (в задачи которого входила подготовка младшего командного состава), участвовал в разработке тактических планов соединения, а весной 1944 года лично провёл боевую операцию.
В апреле 1944 года был вызван в Москву, где 25 апреля был арестован. Обвинялся в потере управления войсками и сдаче в плен в 1941 году. Однако в итоге в декабре 1945 года было решено его не судить, освободить и восстановить в армии. 8 января 1946 года дело было прекращено за отсутствием состава преступления, а сам он освобождён из тюрьмы.
В январе 1947 года окончил Высшие академические курсы при Военной академии Генерального Штаба, после чего работал в последней старшим преподавателем. 28 ноября 1953 года был уволен в отставку по болезни.
24 апреля 1981 года умер в Москве.

## Государственные награды
Награждён орденами Ленина (1946), Красного Знамени (1947), Красной Звезды (1936).